# Classe Arktika II
Les brise-glaces de la classe Arktika (type LK-60Ya) ou plus exactement Arktika II, sont une série de 7 brise-glaces à propulsion nucléaire russes à double tirant d'eau. Les navires de cette série portent des noms de région historique ou géographique du nord de la Russie (Arctique, Sibérie, Oural, Yakoutie, Tchoukokta).
Les brise-glaces de cette nouvelle « classe Arktika 2016 » issue du « projet 22220 » déplaçant plus de 33 000 t sont actuellement les plus grands et les plus puissants jamais construits, surpassant leurs prédécesseurs de la« classe Arktika 1975 » première du nom.
Ils pourraient être dépassés à leur tour, à partir de 2027, par les navires du « Projet 10510 (en) » dits  de « classe Leader » (type LK-110Ya et LK-120Ya) déplaçant près de 70 000 tonnes, soit plus du double.
En 2021, deux brise-glaces du projet 22220 (Arktika et Sibir) sont en service, le troisième (Ural) a été lancé, les quilles des quatrième (Yakutiya) et cinquième (Chukotka) ont été posées au chantier naval de la Baltique à Saint-Pétersbourg, et les sixième et septième navires sont planifiés.

## Genèse des LK-60Ya
Après la Seconde Guerre mondiale, l'Union soviétique a lancé un ambitieux programme de développement du transport maritime dans le but de transformer la route maritime du Nord couverte de glace, en une voie de navigation navigable qui pourrait ensuite être utilisée pour extraire les ressources naturelles de l'Arctique.
Cela comprenait le remplacement des brise-glaces à vapeur obsolètes par des navires diesel-électriques plus puissants comme ceux du « projet 97 » et a culminé avec la construction du premier brise-glace à propulsion nucléaire à la fin des années 1950.
La deuxième phase, qui a commencé au début des années 1970 et s'est poursuivie jusqu'à la dissolution de l'Union soviétique, a encore élargi la flotte de brise-glaces soviétiques avec de nouveaux brise-glaces à propulsion nucléaire et diesel qui ont permis un fonctionnement ininterrompu toute l'année dans la partie occidentale de la route du Nord, ainsi que prolonger la saison de navigation dans le secteur Est.
Dans les années 1980, des études menées par le Central Marine Research and Design Institute (CNIIMF) et le Central Design Bureau "Iceberg" ont abouti à des "séries de taille de type brise-glace" allant des brise-glaces auxiliaires de 7 mégawatts (LK-7) à un nucléaire de 110 mégawatts. -powered "icebreaker-leaders" (LK-110Ya). L'une des nouvelles classes de brise-glaces proposée, LK-60Ya, a été développée pour remplacer directement les brise-glaces à propulsion nucléaire de classe Arktika de la génération précédente qui étaient entrés en service à la fin des années 1970 et avaient été largement utilisés dans l'Arctique russe.
En plus de fonctionner comme des brise-glaces lourds sur toute la longueur de la route maritime du Nord de Mourmansk jusqu'au détroit de Béring, les nouveaux brise-glaces de 60 mégawatts remplaceraient également les brise-glaces nucléaires à faible tirant d'eau Taymyr et Vaygach sur la Dudinka - Route de Mourmansk qui comprenait des opérations de déglaçage dans l'estuaire du fleuve Ienisseï. Cette dernière opération a été rendue possible par la nouvelle fonctionnalité à double tirant d'eau, la capacité de délester le navire à l'approche des zones côtières peu profondes. D'autres caractéristiques techniques des brise-glaces à propulsion nucléaire de nouvelle génération ont été tirées de la vaste expérience opérationnelle des Russes en matière de navigation dans l'Arctique.

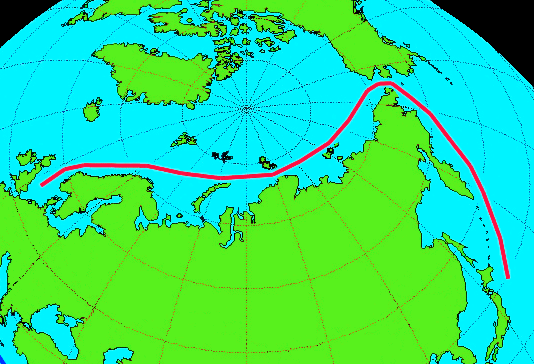
La route maritime du nord.

Par exemple, il a été déterminé qu'afin d'assurer une navigation fiable toute l'année dans la partie ouest de la route maritime du Nord, le LK-60Ya devrait être capable de briser au moins 2,8 mètres de glace, une amélioration sur la capacité de déglaçage de 2,3 mètres de l'ancien Arktika. De plus, l'escorte sûre et efficace de cargos arctiques russes tels que le type SA-15 (en) alors courant dans des conditions de glace épaisse nécessiterait un brise-glace avec une largeur de 32 à 33 m et un déplacement de 34 000 à 36 000 tonnes,.
Alors que les volumes de trafic le long de la route maritime du Nord ont considérablement diminué au début des années 1990 en raison du ralentissement de l'économie russe, un ambitieux programme de renouvellement de la flotte est néanmoins lancé dans le cadre du programme présidentiel « Relance de la flotte marchande de Russie (1993-2000) ».
En fin de compte, aucun des brise-glaces prévus n'a été construit et le programme fédéral qui fut engagé alors « Modernisation du système de transport de la Russie (2002-2010) » ne comprenait que le financement de la construction de seulement deux nouveaux brise-glaces diesel-électriques, ainsi que celui nécessaire à l'achèvement du brise-glace de classe Arktika le 50 Let Pobedy et de commencer le développement de la conception préliminaire des brise-glaces à propulsion nucléaire de prochaine génération,, du « projet 22220 ».

## Le projet 22220
Bien que la conception préliminaire ait déjà été développée à la fin des années 1980, la conception technique finale du LK-60Ya a été achevée en 2009 par le Bureau Central de Design "Iceberg" (russe : PJSC TsKB "Iceberg") en tant que projet 22220.
La construction du navire de tête a été attribuée en août 2012 au chantier de la Baltique, basé à Saint-Pétersbourg, qui fait partie de l'entreprise publique United Shipbuilding Corporation, avec un prix contractuel de 36,959 milliards de roubles (environ 1,16 milliard de dollars). Un contrat suivi de 84,4 milliards de roubles (environ 2,4 milliards de dollars) pour deux navires supplémentaires a été signé en mai 2014, et un autre contrat, d'une valeur de plus de 100 milliards de roubles (environ 1,5 milliard de dollars), pour deux autres en août 2019,.
En 2021, Rosatom a annoncé que le ministère des Finances travaillait sur la possibilité de financer deux brise-glaces supplémentaires du projet 22220 et Vyacheslav Ruksha, directeur de la direction de la route maritime du Nord de Rosatom, a déclaré que la navigation toute l'année le long de la route maritime du Nord ne serait pas possible sans les sixième et septième navires.
Fin avril 2022, le quotidien Kommersant a annoncé que le gouvernement russe prévoyait d'allouer 118 milliards de roubles à la construction de ces deux brise-glaces supplémentaires du projet 22220 qui seraient livrés en 2028 et 2029.
Avec les brise-glaces du projet 22220 en cours de construction, l'accent a été mis sur la nécessité de développer, à l'horizon 2027-2033, des brise-glaces à propulsion nucléaire encore plus grands et plus puissants, connus sous le nom de projet 10510 classe "Leader".

Cinq générations de brise-glace russes.
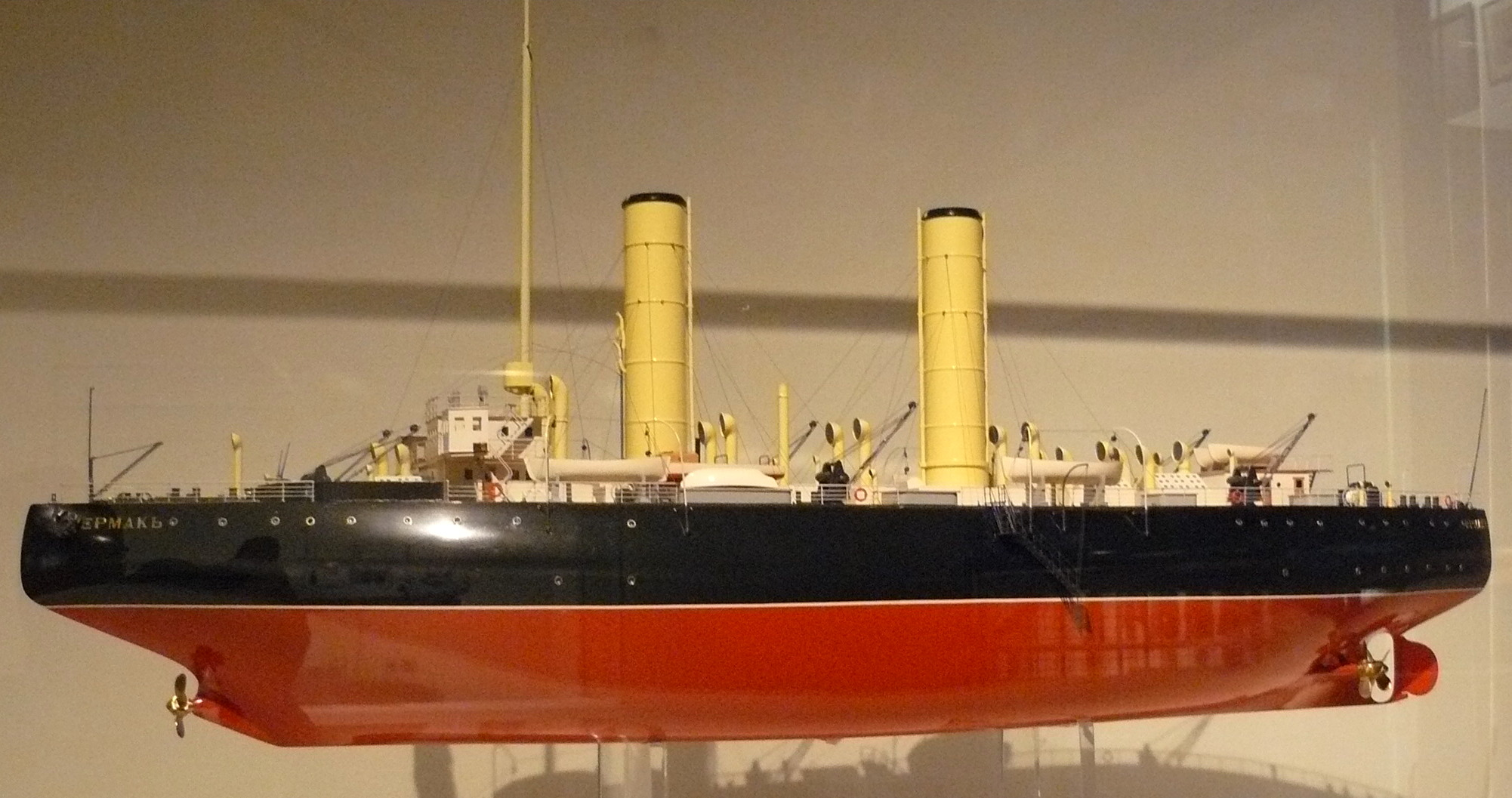
Maquette du Yermak 1er véritable brise-glace russe (1898-1964).
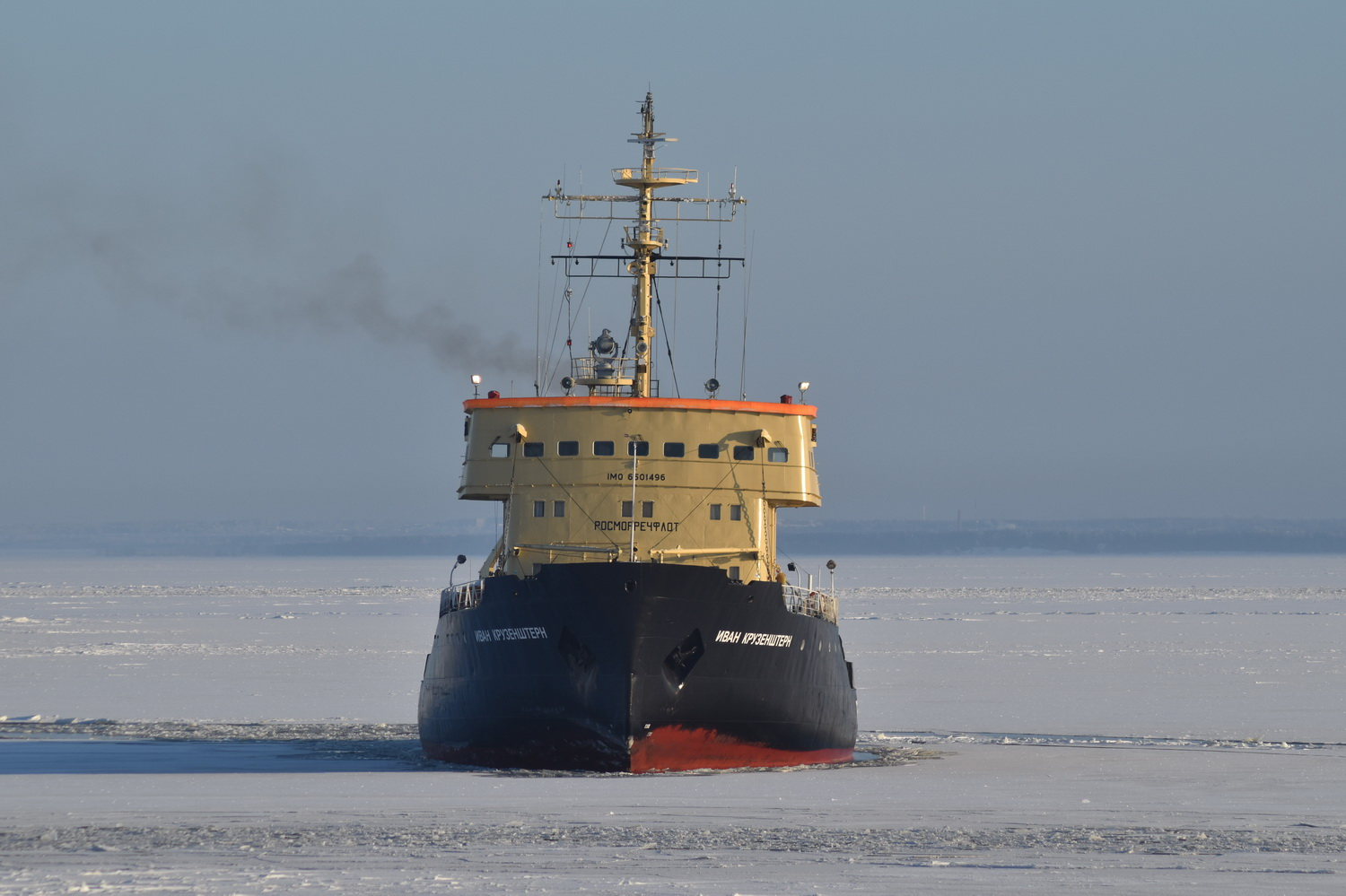
Le Ivan Kruzenstern brise-glace du projet 57 (1960-1981) à Kronstadt en 2018.
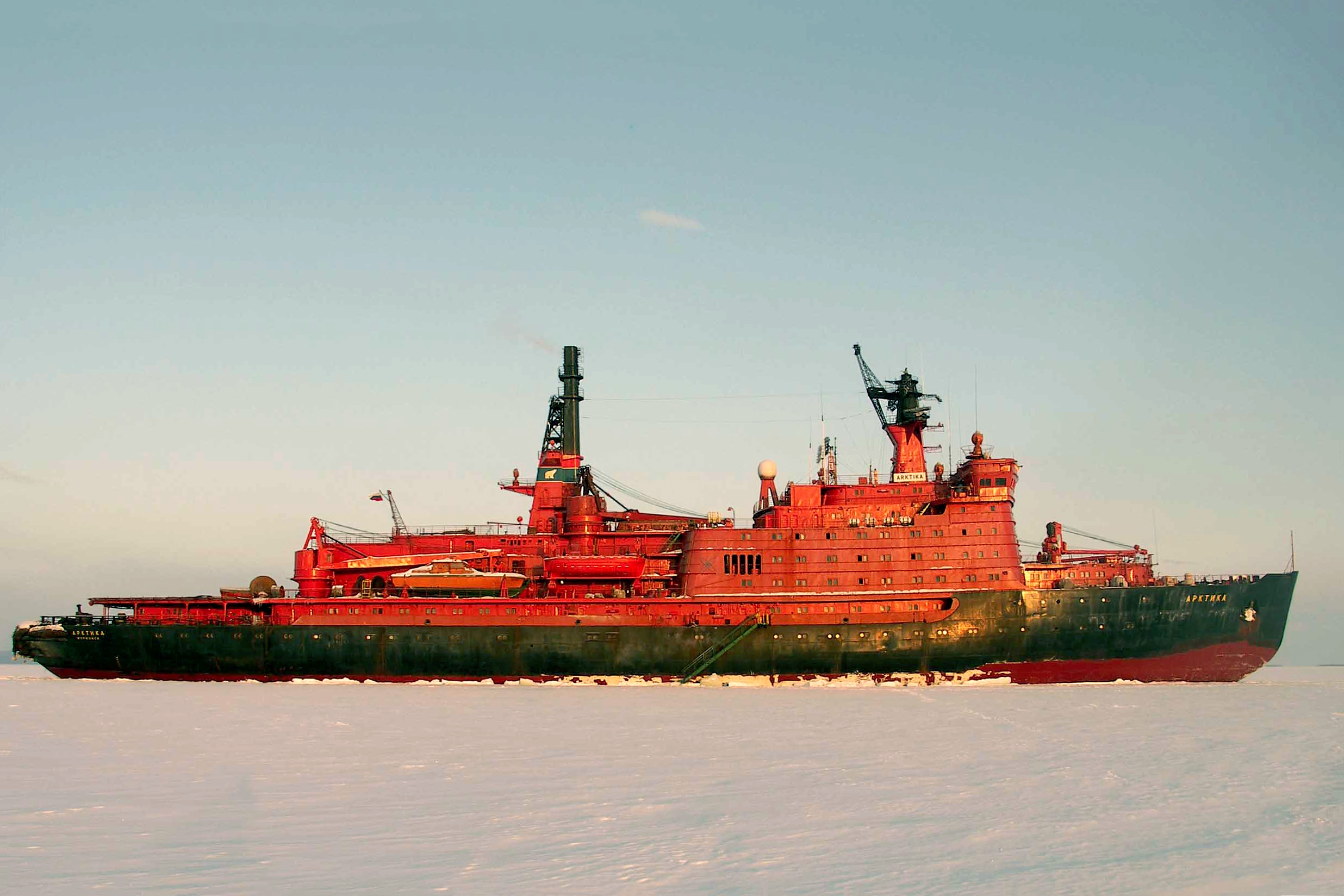
L'Arktika qui a donné son nom à la première classe des 6 brise-glaces de 1975 dont 2 sont encore en service (1971-2007).
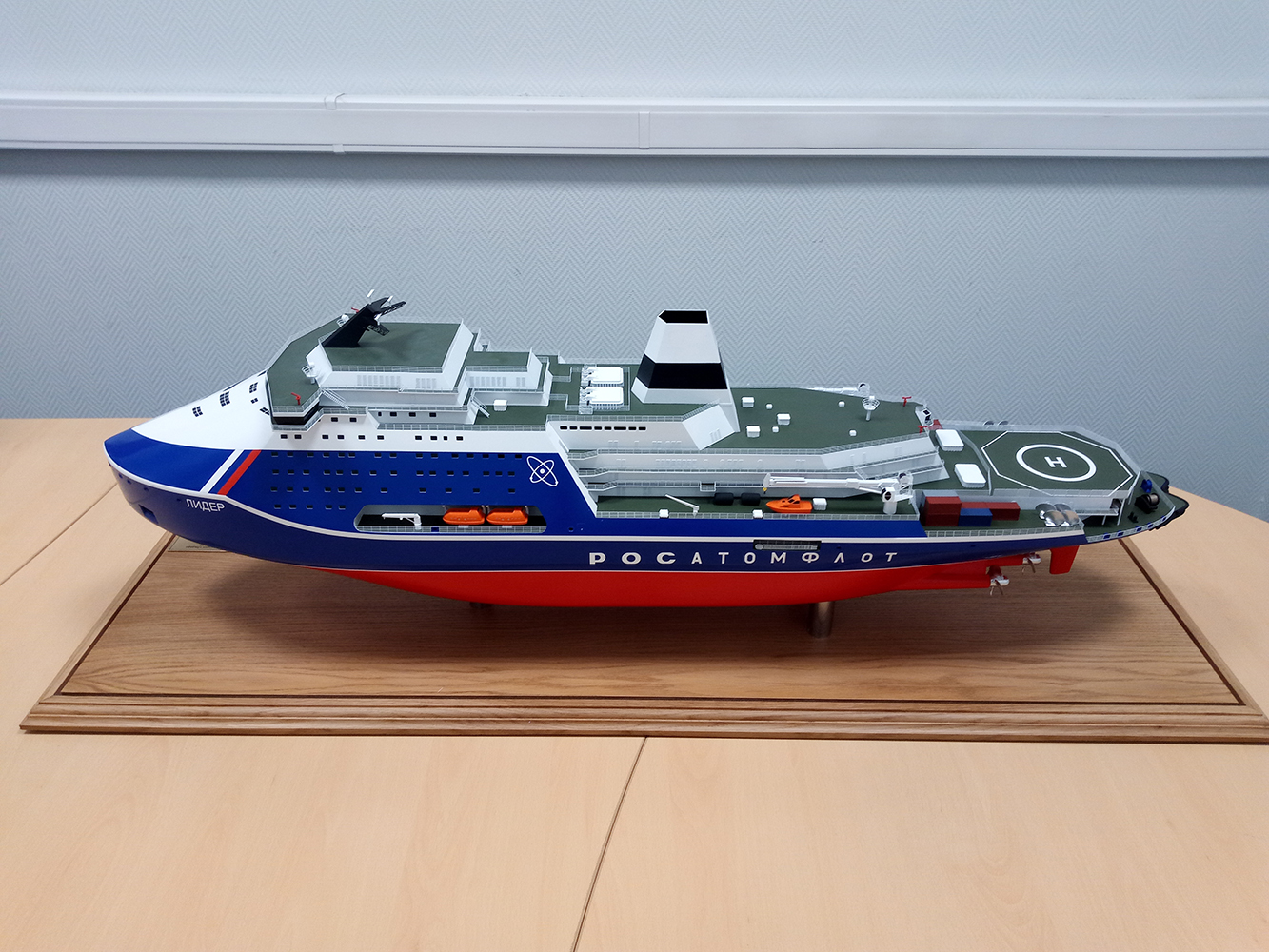
Maquette d'un futur brise-glace classe "Leader" du projet 10510 (2027-2033).

## Construction

### Arktika (Arctique)
La construction du premier brise-glace du projet 22220 a commencé par une cérémonie de découpe de l'acier le 1er novembre 2012 et la quille du « navire de tête » de la classe a été posée sur la cale le 5 novembre 2013. Lors d'une cérémonie de lancement le 16 juin 2016, le brise-glace a été nommé Arktika russe : Арктика d'après le premier navire de surface à atteindre le pôle Nord qui était en service en 1975–2008. Bien qu'initialement prévu pour une livraison en décembre 2017 la construction du brise-glace principal du projet 22220 a pris du retard en raison de problèmes liés à la livraison de composants d'origine nationale,.
L'Arktika (n° IMO 05706) a commencé la première étape de ses essais en mer dans le golfe de Finlande sous propulsion diesel le 12 décembre 2019 et est retourné à Saint-Pétersbourg deux jours plus tard,. Les essais en mer suivants, au cours desquels le navire a testé pour la première fois sous énergie nucléaire, ont débuté le 23 juin et conclu le 13 juillet. Peu de temps après avoir terminé les derniers essais en mer à la mi-septembre, l'Arktika a navigué de Saint-Pétersbourg à Mourmansk via le pôle Nord où le brise-glace est arrivé le 3 octobre,. La cérémonie de remise du pavillon marquant l'entrée en service du navire s'est tenue à Mourmansk le 21 octobre 2020.

### Sibir (Sibérie)

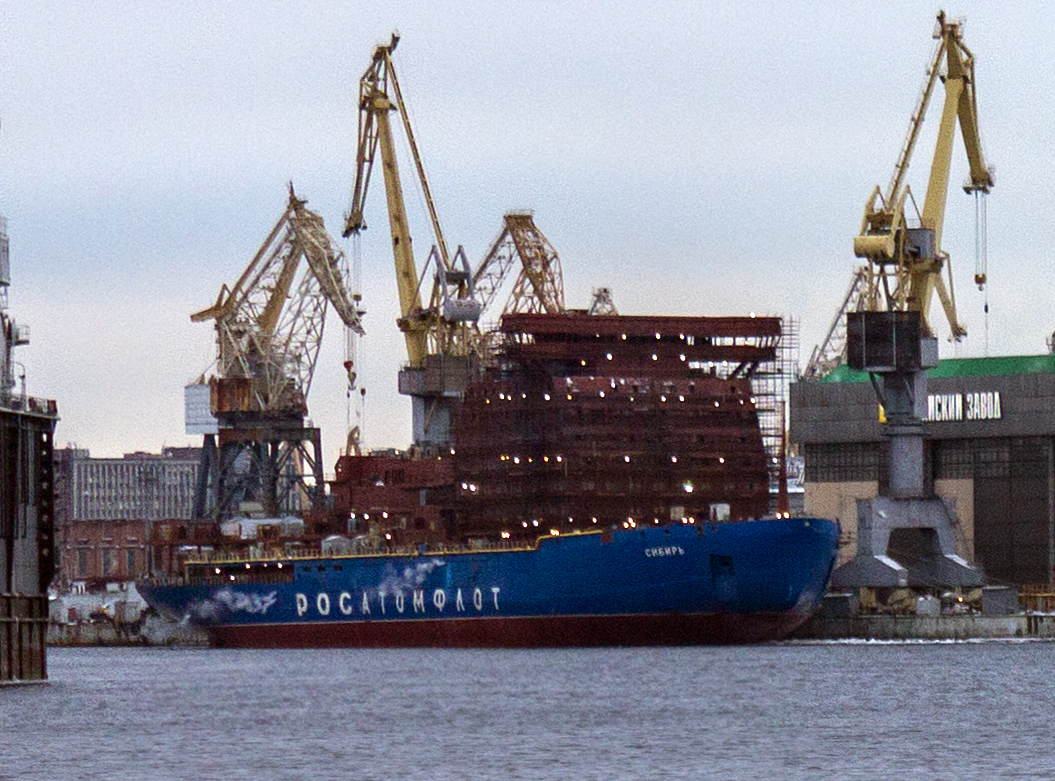
Le Sibir en construction au chantier naval de la Baltique, décembre 2018.

La quille du deuxième brise-glace du projet 22220 (appelé le "premier navire de la série" de la classe en Russie) a été posée le 26 mai 2015. Celui-ci a été lancé sous le nom de Sibir russe : Сибирь le 22 septembre 2017, n° IMO 05707. Auparavant, le nom avait déjà été utilisé sur le deuxième brise-glace de la classe Arktika (1975) qui était en service entre 1977 et 1992.
Comme pour le navire de tête, les problèmes de livraison d'équipements ont reporté la mise enservice du navire de 2018 à fin 2021,,.
Le Sibir n'est donc parti pour les premiers essais en mer que le 16 novembre 2021 et est revenu à Saint-Pétersbourg à la fin du mois. Après ses deuxièmes séries d'essais en mer, il a été livré à Atomflot le 24 décembre 2021. Le navire devait commencer ses opérations de déglaçage en mer de Kara en janvier 2022.

### Ural (Oural)

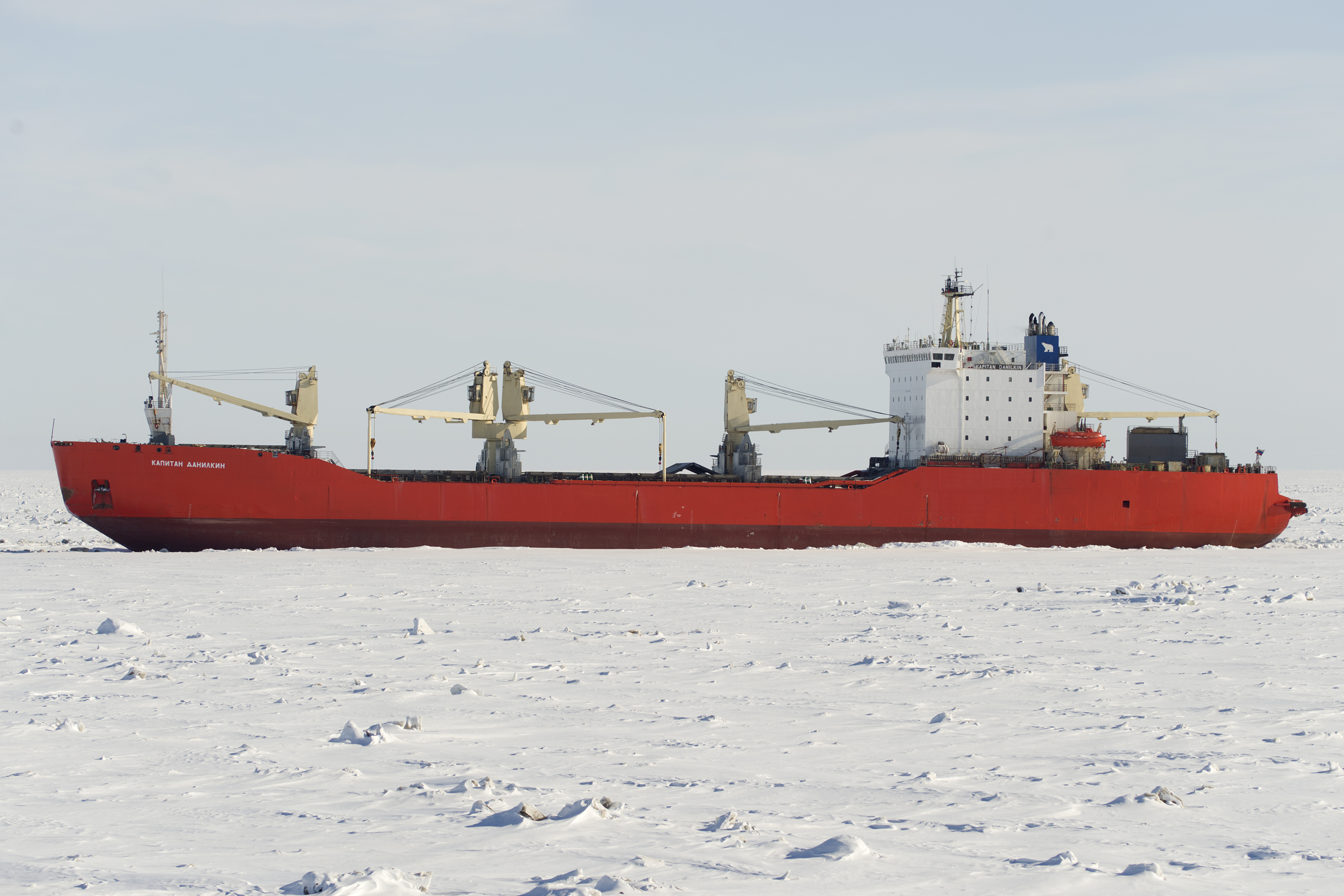
Le Kapitan Danilkin - Exemple de cargo brise-glace type SA-15 convoyé par les brise-glace des classes Arktika 1 et 2.

La cérémonie de pose de la quille du troisième ("deuxième de série") brise-glace du projet 22220 a eu lieu le 25 juillet 2016 peu de temps après que la coque partiellement assemblée du Sibir a été déplacée sur la cale de halage pour l'assemblage final de sa coque,. Le navire (n° IMO 05708) a été lancé le 27 mai 2019 sous le nom d'Ural (russe : Урал). Le nom avait déjà été choisi pour le dernier brise-glace de classe Arktika lors de sa construction en 1989, mais pendant la construction, le navire a été renommé 50 Let Pobedy. La livraison de l'Ural, initialement prévue en 2020, a été reportée à octobre 2022,.

### Yakutiya (Yakoutie)
La découpe de l'acier pour le quatrième exemplaire ("troisième de série") du projet brise-glace 22220 a commencé fin 2019 et la quille a été posée le 26 mai 2020. Le navire s'appelle Yakutiya (russe : Якутия) son n° IMO est 05709.

### Chukotka (Tchoukokta)
La cérémonie de pose de la quille du cinquième ("quatrième de série") brise-glace du projet 22220, Chukotka (russe : Чукотка), s'est tenue le 16 décembre 2020. Son n° IMO est 05712.

## Conception

### Caractéristiques générales
Les brise-glaces du projet 22220 mesurent 173,3 m de long hors tout et 160 m à la ligne de flottaison. Alors que leur maître bau est de 34 m, à la ligne de flottaison la largeur de leur coque se réduit à 33 m en raison de l'inclinaison des flancs. Afin de pouvoir fonctionner efficacement à la fois dans les estuaires fluviaux peu profonds de l'Arctique ainsi que le long de la route maritime du Nord, le tirant d'eau des brise-glaces du projet 22220 peut être modifié en vidant ou en remplissant d'eau des ballasts conçus à cet effet.
Conçu à l'origine avec une plage de tirant d'eau opérationnelle comprise entre 8,5 et 10,5 m le tirant d'eau opérationnel minimum officiel a depuis augmenté, d'abord à 8,55 m, puis à 8,65 m. Cependant, en raison de l'excès de masse, la calaison réelle est en fait d'environ 9 m.
Au tirant d'eau minimum initial de 8,5 m, les brise-glaces ont un déplacement de 25 540 t tandis que le déplacement à pleine charge lors de la conception était de 33 530 t,. En termes de taille, les brise-glaces du projet 22220 sont 13,7 m plus long et 4 m plus large que le 50 Let Pobedy, auparavant le plus grand brise-glace du monde, et à pleine charge, ils ont un déplacement supérieur d'environ un tiers.
La classe de glace des brise-glaces du projet 22220 est « brise-glace9 » (anciennement LL1). C'est la plus élevée attribuée par le registre maritime russe de la navigation (RMRS) et elle permet un fonctionnement jusqu'à une épaisseur de la glace supérieure à 5 m pendant la période de navigation hivernale et printanière.

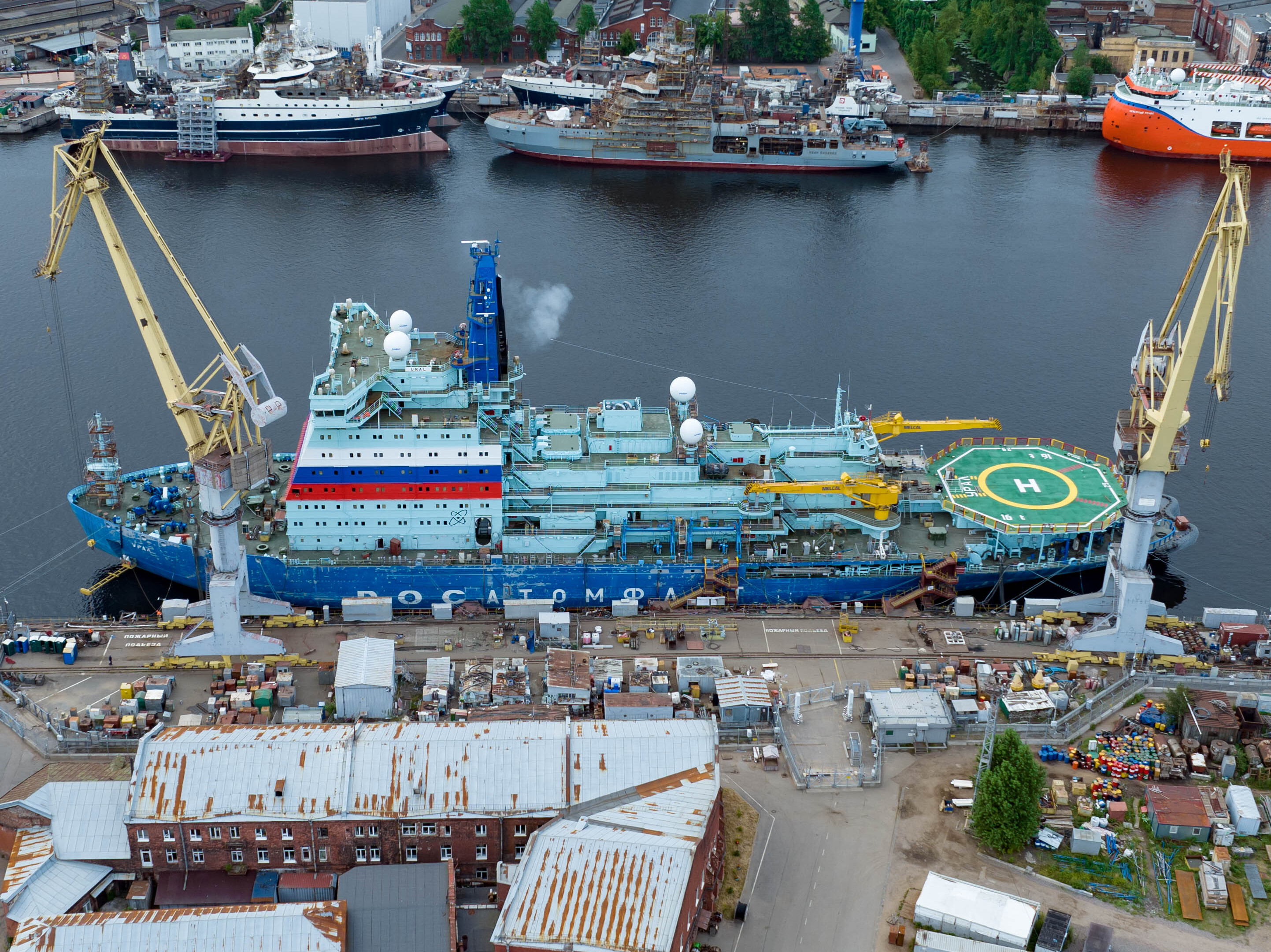
lOural à quai au chantier de la Baltique à Saint Pétersbourg.

### Puissance, propulsion et performances
Comme les précédents brise-glaces russes à propulsion nucléaire depuis le Lénine construit en 1959, les brise-glaces du projet 22220 disposent d'un groupe motopropulseur nucléaire-turboélectrique dans lequel les réacteurs nucléaires produisent de la vapeur pour les turbogénérateurs qui, à leur tour, génèrent de l'énergie électrique pour les moteurs entraînant les hélices du navire.
La centrale nucléaire embarquée se compose de deux réacteurs à eau sous pression RITM-200 d'une puissance thermique de 175 MW175 chacun. Les réacteurs, développés par OKBM Afrikantov, utilisent jusqu'à 20 % d'uranium 235 enrichi et, lorsqu'ils fonctionnent avec un facteur de capacité de 0,65, nécessitent un ravitaillement tous les sept ans sur une durée de vie prévue de 40 ans. Les dimensions extérieures de la centrale à deux réacteurs située au milieu du navire sont de 6 m par 13,2 m par 15,5 m et chaque réacteur pèse 1 100 tonnes. Deux turbogénérateurs principaux produits par Kirov-Energomash génèrent chacun 36 MW d'énergie électrique à 3 000 tr/min,.
Le système de propulsion des brise-glaces de la classe Arktika II suit le schéma classique des brise-glaces polaires avec trois lignes d'arbre et un seul gouvernail. Les hélices quadripales à pas fixe de 6,2 m entraînées chacune par un moteur électrique de 20 MW sont en acier inoxydable et pèsent environ 60 tonnes chacune. Avec une puissance de propulsion totale de 60 MW (81 600 ch), les brise-glaces du Projet 22220 supplantent les 75 000 ch du Yamal et du 50 Let Pobedy - les deux brise-glaces de classe Arktika I restants encore en service - en tant que brise-glaces les plus puissants au monde,.
Les brise-glaces du projet 22220 sont conçus pour être capables de briser de la glace horizontale de 2,8 m d'épaisseur à une vitesse continue de 1,8 km/h (1,5 kn) à pleine puissance lors de l'utilisation en eau profonde au tirant d'eau initial, en eau libre, les brise-glaces peuvent atteindre une vitesse de 40 km/h (22 kn).

## Navires de la classe Arktika II
| Nom        | Constructeur            | n° de projet                     | n° IMO  | Mis en chantier                          | Lancé             | Mis en service                    | État            |
| ---------- | ----------------------- | -------------------------------- | ------- | ---------------------------------------- | ----------------- | --------------------------------- | --------------- |
| Arktica    | Chantier de la Baltique | 05706                            | 9694725 | 5 novembre 2013                          | 16 juin 2016      | 21 octobre 2020                   | En service      |
| Sibir      | Chantier de la Baltique | 05707                            | 9774422 | 26 mai 2015                              | 22 septembre 2017 | 24 décembre 2021                  | En service      |
| Ural       | Chantier de la Baltique | 05708                            | 9658642 | 25 juillet 2016                          | 25 mai 2019       | 22 novembre 2022[réf. nécessaire] | En service      |
| Yakutiya   | Chantier de la Baltique | 05709                            | 9911202 | 26 mai 2020                              | 22 novembre 2022  | 28 décembre 2024,                 | En service      |
| Tchoukotka | Chantier de la Baltique | 05712                            | 9924106 | 16 décembre 2020                         | 6 novembre 2024   | décembre 2026 (prévu),            | En construction |
| Leningrad  | 1022952                 | 26 janvier 2024[réf. nécessaire] |         | décembre 2028 (planned)[réf. nécessaire] | En construction   |                                   |                 |
| Stalingrad | 1022964                 | octobre 2025 (prévu)             |         | décembre 2030 (prévu)[réf. nécessaire]   | Commandé          |                                   |                 |